# Памятник Анне Ахматовой (Санкт-Петербург)
Памятник Анне Ахматовой был открыт в Санкт-Петербурге 28 сентября 2006 года на Воскресенской набережной (тогда набережная Робеспьера) между домами 12 и 14.

## Строение
Памятник поставлен напротив легендарной тюрьмы «Кресты», в которой в 1930-х годах находились в заключении репрессированные муж и сын Анны Ахматовой, и у стен которой поэтесса провела многие часы в очереди в надежде передать еду и попытаться увидеться с родными. Именно этим событиям посвящена её поэма «Реквием», строки из которой выбиты с тыльной стороны пьедестала: «И я молюсь не о себе одной, / А обо всех, кто там стоял со мной / И в лютый холод, и в июльский зной / Под красною ослепшею стеной». Согласно поэме Анна Ахматова завещала поставить себе памятник именно у стен тюрьмы. Таким образом, памятник был задуман как исполнение пожелания поэтессы.
Статуя Анны Ахматовой представляет собой молодую женщину. Её тонкая вытянутая фигура-свечка облачена в длинное платье-рубище. Ахматова изображена обернувшейся женой Лота: ноги изваяны в уходящем прочь движении, однако корпус повернут вбок, а голова смотрит назад — на «Кресты». Правая рука в движении приведена к груди, в висящей левой — зажаты чётки. Таким образом, в скульптуре запечатлены две отсылки к творческому наследию поэтессы («Чётки» (1914) и «Лотова жена» (1924)).
Статуя близка к классической иконографии Анны Ахматовой. Среди источников скульптурного образа критики отмечают портреты Натана Альтмана и Анны Зельмановой, фарфоровые статуэтки Натальи и Елены Данько, а также рисунок Льва Бруни.
- Н. И. Альтман. Портрет А. А. Ахматовой, 1914 год. Русский музей
- А. М. Зельманова. Портрет А. А. Ахматовой, 1913 год. РГАЛИ
- Л. А. Бруни. Портрет А. А. Ахматовой, 1922 год. Государственный Литературный музей.

## История
Реквием (эпилог)
А если когда-нибудь в этой стране
Воздвигнуть задумают памятник мне,
Согласье на это даю торжество,
Но только с условьем — не ставить его
Ни около моря, где я родилась:
Последняя с морем разорвана связь,
Ни в царском саду у заветного пня,
Где тень безутешная ищет меня,
А здесь, где стояла я триста часов
И где для меня не открыли засов.
Затем, что и в смерти блаженной боюсь
Забыть громыхание чёрных марусь,
Забыть, как постылая хлопала дверь
И выла старуха, как раненый зверь.
И пусть с неподвижных и бронзовых век
Как слёзы, струится подтаявший снег,
И голубь тюремный пусть гулит вдали,
И тихо идут по Неве корабли.
Около 10 марта 1940, Фонтанный Дом
В 1995 году Михаил Шемякин создал на набережной памятник жертвам политических репрессий. После этого скульпторы Эрнст Неизвестный и Константин Симун стали предлагать городским властям проекты памятников Анне Ахматовой, которые также имели отсылки к теме государственного террора в СССР, а также её завещанию в «Реквиеме». Это и определило место будущего монумента — напротив тюрьмы «Кресты», на площади между двумя домами на набережной.
В 1997 году был объявлен конкурс на лучший проект памятника Анне Ахматовой. Причём условия были созданы так, чтобы отсеять Неизвестного и Симуна. В первом туре из 19 вариантов победил проект скульптора Г. В. Додоновой и архитектора В. А. Реппо. Второе место досталось памятнику В. И. Трояновского и архитектора В. П. Шепета, третье место — скульптуре Е. Н. Ротанова и архитектора С. П. Одновалова. Во втором туре из 7 отобранных статуй голоса распределились аналогично.
Проект памятника подвергся резкой критике и из-за места установки, которое было по факту крышей гаража соседнего элитного жилого комплекса. Отмечали также неудачное по мнению некоторых горожан соседство с шемякинскими сфинксами. Г. В. Додонову критиковали за «станковость», невыразительность скульптуры, которая теряется как на фоне классического портика при взгляде с набережной, так и при рассмотрении её со стороны Шпалерной улицы на фоне панорамы Невы. Также скульптора попрекали китчевостью образа.
После завершения конкурса проект ввиду отсутствия финансирования не был реализован вплоть до 2004 года, когда им заинтересовался предприниматель Ю. Ю. Жорно. Благодаря его спонсорству статуя была отлита и установлена на своём месте в сентябре 2006 года. На торжественном открытии памятника выступила губернатор В. И. Матвиенко.